# San Simón
San Simón è un comune del dipartimento di Morazán, in El Salvador.